# Stephen Gyllenhaal
Stephen Roark Gyllenhaal (Cleveland, 4 de Outubro de 1949) é um diretor, ator e poeta norte-americano.

## Vida
Filho de Virgínia Lowrie e Hugh Anders Gyllenhaal, Stephen nasceu em Cleveland, Ohio. Ele é descendente de Nils Gunnesson Haal, um oficial do Regimento da Cavalaria de Västergötlande que tornou-se um nobre em 1652, quando a rainha Cristina lhe concedeu o nome "Gyllenhaal".
Stephen cresceu na cidade de Bryn Athyn, Pensilvânia. Graduou-se no Trinity College em Hartford, Connecticut, em 1972, com uma licenciatura em Inglês. Seu mentor na Trindade foi o poeta Hugh Ogden.
Ele foi casado com a roteirista Naomi Foner por 32 anos, até que  se divorciaram em 2008. Desta união, eles conceberam os atores Maggie e Jake Gyllenhaal. Stephen também é irmão de Anders Gyllenhaal, editor executivo do jornal Miami Herald.

## Carreira
Gyllenhaal dirigiu a versão cinematográfica do romance Paris Trout de Pete Dexter, que foi indicado para cinco Emmy Award. Além disso, dirigiu um dos episódios da série Twin Peaks da ABC e também dirigiu vários episódios da série Numb3rs da CBS.
Como poeta, ele tem obras publicadas em revistas literárias como Prairie Schooner e Nimrod. Sua primeira coleção de poesia, Claptrap: Notes from Hollywood, foi publicado em Junho de 2006 pela editora Cantarabooks, situada em Nova York.

## Filmografia
| 1979 | Exit 10                       |                                                                |                                      |
| 1980 | ABC Afterschool Specials      |                                                                | série de tv; 1 episódio              |
| 1980 | CBS Afternoon Playhouse*      |                                                                | série de tv; 3 episódios             |
| 1985 | Choque Mortal                 | Certain Fury                                                   |                                      |
| 1985 | The New Kids                  | Juventude Perdida                                              | somente como roteirista              |
| 1987 | The Abduction of Kari Swenson |                                                                | filme para tv                        |
| 1988 | Promised a Miracle            | Promessa de um Milagre                                         | filme para tv                        |
| 1988 | Hothouse                      |                                                                | série de tv; 2 episódios             |
| 1988 | Leap of Faith                 |                                                                | filme para tv                        |
| 1990 | Family of Spies               | Família de Espiões                                             | filme para tv                        |
| 1990 | A Killing in a Small Town     | Testemunha de Acusação                                         | filme para tv                        |
| 1991 | Twin Peaks                    | Twin Peaks                                                     | série de tv; 1 episódio              |
| 1991 | Paris Trout                   | Paris Trout                                                    |                                      |
| 1992 | Waterland                     | Terra D'água                                                   |                                      |
| 1993 | A Dangerous Woman             | Uma Mulher Perigosa                                            |                                      |
| 1994 | Homicide: Life on the Street  |                                                                | série de tv; 1 episódio              |
| 1995 | Losing Isaiah                 | O Destino de Uma Vida                                          |                                      |
| 1996 | Shattered Mind***             |                                                                | filme para tv                        |
| 1998 | The Patron Saint of Liars***  | O Preço da Mentira Mentiras do Passado (título para tv à cabo) | filme para tv                        |
| 1998 | Homegrown                     | Três Sócios Duvidosos                                          |                                      |
| 1998 | L.A. Doctors                  |                                                                | série de tv; episódios desconhecidos |
| 1991 | Resurrection                  | Ressurreição                                                   | filme para tv                        |
| 1991 | Wasteland                     |                                                                | série de tv; 1 episódio              |
| 2000 | The Street                    |                                                                | série de tv; 1 episódio              |
| 2000 | Felicity                      | Felicity                                                       | série de tv; um episódio             |
| 2001 | The Warden                    | A Guardiã                                                      | filme para tv                        |
| 2001 | Warden of Red Rock            | Duelo Sem Fronteiras                                           | filme para tv                        |
| 2002 | The Shield                    | The Shield - Acima da Lei                                      | série de tv; 1 episódio              |
| 2002 | Living with the Dead***       | Falando com os Mortos                                          | filme para tv                        |
| 2002 | Robbery Homicide Division     |                                                                | série de tv; 1 episódio              |
| 2002 | Everwood                      | Everwood: Uma Segunda Chance                                   | série de tv; 1 episódio              |
| 2003 | Lucky                         |                                                                | filme para tv                        |
| 2006 | Time Bomb                     |                                                                | filme para tv                        |
| 2007 | Manchild                      |                                                                |                                      |
| 2007 | Crashing                      |                                                                | somente como ator                    |
| 2008-2009 | Army Wives                    | Everwood: Uma Segunda Chance                                   | série de tv; 3 episódios             |
| 2006-2010 | Numb3rs                       | Numbers                                                        | série de tv; 11 episódios            |
| 2010 | The Mentalist                 | O Mentalista                                                   | série de tv; 1 episódio              |
| 2010 | Lychee Thieves                |                                                                | somente como produtor executivo      |
| 2011 | Grassroots**                  |                                                                |                                      |
| * Como diretor, roteirista e produtor. **Como diretor e roteirista ***Como diretor e produtor OBS: o resto é somente como diretor |                               |                                                                |                                      |